# Danta (stato)
Lo Stato di Danta fu uno stato principesco del subcontinente indiano, avente per capitale la città di Danta.

## Storia
Lo stato di Danta venne fondato nel 1068. Nel corso della sua storia venne governato dalla dinastia dei Barad (Parmar) di Danta e dai Sudasana, del clan dei Rajputs.
I Barad fecero della loro capitale locale la città di Chandravati. Dopo la battaglia contro Allauddin Khilji, migrarono a Tarsang. Da qui si portarono a Danta dove rimasero a dominare il principato. L'ultimo regnante di Danta siglò l'ingresso nell'Unione Indiana il 6 novembre 1948.
L'attuale capo della famiglia è Mahipendra Singh, il quale gestisce il resort "Bhavani Villa Heritage Homestay" presso il monte Abu nel Rajasthan.

## Governanti

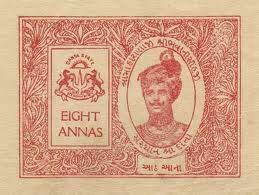
Sir Bhavanisinhji su un francobollo dello stato di Danta

- 1687 - 1743                Prithvisimhji Gajsinhji Barad Parmar
- 1743                       Vikramdeoji Barad Parmar
- 1743 - 17..                Karansinhji Barad Parmar
- 17.. - 17..                Ratansinhji Karansinhji Barad parmar
- 17.. - 1795                Abhaisinhji Barad Parmar
- 1795 - 1800                Mansinhji II Abhaisinhji Barad Parmar
- 1800 - 1823                Jagatsinhji Abhaisinhji Barad Parmad
- 1823 - 1847                Narsinhji Abhaisinhji Barad Parmar
- 1847 - 1859                Jhalamsinhji Narsinhji Barad Parmar
- 1859 - 1860                Sardarsinhji Jhalamsinhji Barad Parmar
- 1860 - 1876                Harisinhji Narsinhji Barad Parmar             (n. 1817 - m. 1876)
- 1 dicembre 1876 - 1908         Jashwantsinhji Harisinhji Barad Parmar        (n. 1850 - m. 1908)
- 16 giugno 1908 - 1925         Hamirsinhji Jashwantsinhji Barad Parmar        (n. 1869 - m. 1925)
- 20 novembre 1925 – 15 agosto 1947  Bhavanisinhji Hamirsinhji Barad Parmar (dal 2 gennaio 1939, Sir Bhavanisinhji Hamirsinhji)  (n. 1899 - m. 1961)